# Jason Rogers (velocista)
Jason Aliston Rogers (Sandy Point Town, 31 agosto 1991) è un velocista nevisiano, medaglia di bronzo nella staffetta 4×100 metri ai Mondiali di Taegu 2011.

## Palmarès
| Anno | Manifestazione          | Sede           | Evento      | Risultato  | Prestazione | Note |
| ---- | ----------------------- | -------------- | ----------- | ---------- | ----------- | ---- |
| 2008 | Campionati CAC          | Cali           | 100 m piani | Batteria   | 10"81       |      |
| 2008 | Campionati CAC          | Cali           | 4×100 m     | Bronzo     | 40"81       |      |
| 2009 | Campionati CAC          | L'Avana        | 100 m piani | Batteria   | 10"68       |      |
| 2009 | Campionati CAC          | L'Avana        | 200 m piani | Batteria   | 21"85       |      |
| 2010 | Mondiali juniores       | Moncton        | 100 m piani | 6º         | 10"49       |      |
| 2010 | Giochi CAC              | Mayagüez       | 4×100 m     | 7º         | 39"43       |      |
| 2010 | Giochi del Commonwealth | Nuova Delhi    | 100 m piani | 8º         | 10"92       |      |
| 2011 | Campionati CAC          | Mayagüez       | 4×100 m     | Bronzo     | 39"07       |      |
| 2011 | Mondiali                | Taegu          | 4×100 m     | Bronzo     | 38"49       |      |
| 2011 | Giochi panamericani     | Guadalajara    | 100 m piani | Semifinale | 10"44       |      |
| 2011 | Giochi panamericani     | Guadalajara    | 4×100 m     | Argento    | 38"81       |      |
| 2012 | Giochi olimpici         | Londra         | 100 m piani | Batteria   | 10"30       |      |
| 2012 | Giochi olimpici         | Londra         | 4×100 m     | Batteria   | 38"41       |      |
| 2013 | Campionati CAC          | Morelia        | 100 m piani | 5º         | 10"24       |      |
| 2013 | Campionati CAC          | Morelia        | 4×100 m     | 6º         | 39"82       |      |
| 2013 | Mondiali                | Mosca          | 100 m piani | Semifinale | 10"15       |      |
| 2013 | Mondiali                | Mosca          | 4×100 m     | Batteria   | 38"58       |      |
| 2014 | Mondiali indoor         | Sopot          | 60 m piani  | Semifinale | 6"62        |      |
| 2014 | World Relays            | Nassau         | 4×100 m     | 12º        | 39"07       |      |
| 2014 | Giochi del Commonwealth | Glasgow        | 100 m piani | Semifinale | 10"30       |      |
| 2014 | Giochi del Commonwealth | Glasgow        | 4×100 m     | Batteria   | dnf         |      |
| 2014 | Giochi CAC              | Veracruz       | 4×100 m     | 4º         | 39"35       |      |
| 2015 | World Relays            | Nassau         | 4×100 m     | 6º         | 38"85       |      |
| 2015 | Giochi panamericani     | Toronto        | 4×100 m     | Batteria   | 39"10       |      |
| 2015 | Campionati NACAC        | San José       | 100 m piani | 6º         | 10"29       |      |
| 2015 | Campionati NACAC        | San José       | 4×100 m     | 6º         | 39"20       |      |
| 2016 | Giochi olimpici         | Rio de Janeiro | 4×100 m     | Batteria   | 39"81       |      |
| 2018 | Giochi del Commonwealth | Gold Coast     | 100 m piani | 6º         | 10"24       |      |
| 2018 | Giochi CAC              | Barranquilla   | 100 m piani | Argento    | 10"15       |      |
| 2018 | Campionati NACAC        | Toronto        | 100 m piani | Finale     | dq          |      |
| 2019 | Giochi panamericani     | Lima           | 100 m piani | 7º         | 10"40       |      |
| 2021 | Giochi olimpici         | Tokyo          | 100 m piani | Semifinale | 10"12       |      |